# Dawsomyces
Dawsomyces — рід грибів. Назва вперше опублікована 1981 року.

## Класифікація
До роду Dawsomyces відносять 2 види:
- Dawsomyces mirabilis
- Dawsomyces subinvisibilis